# ヤイデン・ブラーフ
ヤイデン・ブラーフ（オランダ語: Jayden Braaf、2002年8月31日 - ）は、オランダ・アムステルダム出身のサッカー選手。セリエA・エラス・ヴェローナFC所属。ポジションはFW。

## クラブ歴
2018年、PSVアイントホーフェンの下部組織からマンチェスター・シティ EDSに移籍した。当初はチェルシーFCに移籍するつもりであったが、最終的にマンチェスター・シティFCを選んだという。ジェイドン・サンチョの後継者として移籍当初から名をあげたが、2019年夏にはすでにトップチームで出場できないのなら期限付き移籍、完全移籍を問わずに退団を仄めかすなどの行動も見られた。
2020年夏にレロイ・サネが移籍すると、トップチームの練習にも招集されるようになった。ジョゼップ・グアルディオラ監督もブラーフの実力は評価していたものの、彼の性格面に難色を示していたことや、他の若手選手も有望であったこともあり、トップチームでの出場機会は得られなかった。最終的にはフェルナンジーニョと仲違いしているなどとも報じられた。
2021年1月30日、ウディネーゼ・カルチョに900万ポンドの買取オプションつきで半年の期限付き移籍となった。ウディネーゼ側は完全移籍での買取を模索していたが、移籍期間中に交渉が纏まる見込みがなかったためにこの形となり、「サンチョの二の舞だ」と報じられた。なお、マンチェスター・シティはブラーフの代わりにダリオ・サルミエントの獲得に動いていると報じられた。同年2月28日にセリエAのACFフィオレンティーナ戦でフェルナンド・ジョレンテに代わって途中出場し、選手初出場を記録した。
2023年1月16日、2022-23シーズン終了まで買い取りオプション付きでセリエAのエラス・ヴェローナFCにレンタル移籍した。

## 代表歴
オランダ代表としてU-15からの出場歴がある。